# Malschitzky

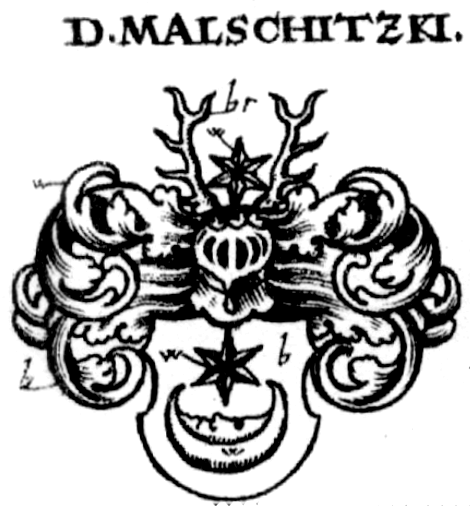
Wappen derer von Malschitzky

Malschitzky, auch: Malschitzki, Malschitz oder Malszycki sowie: Kokoske, Kokoschke oder Kokoski, ist der Name eines erloschenen, ursprünglich kaschubischen Adelsgeschlechts aus Hinterpommern, das sich in preußischer Zeit vor allem als Offiziersfamilie hervorgetan hat, darüber hinaus auch nach Mecklenburg-Strelitz ausbreiten konnte.

## Geschichte
Noch unter dem Namen Kokoske auftretend, besaß das Geschlecht bereits im 15. Jahrhundert das Gut Dzechlin. Im Jahre 1575 wurden die Malschitzky mit Vargow belehnt. 1828 wurden die Agnaten der Malschitzky aufgefordert, ihre Ansprüche an Vargow geltend zu machen, andernfalls wäre das Gut als Allodium an die Krone gefallen. 1835 scheint die Familie in Preußen erloschen zu sein, blühte jedoch vielleicht noch einige Jahre in Mecklenburg wo einzelne Angehörige im Staatsdienst standen.
Die Malschitzky haben zahlreiche Offiziere in der preußischen Armee gestellt. Darunter zwei Generalmajore, die jeweils auch Kommandeur eines Infanterie- bzw. Kavallerieregiments waren. Johann Friedrich von Malschitzky erhielt im Jahre 1793 den Orden Pour le Mérite.

## Besitz
- Aalbeck, Dargow, Dzechlin, im Kreis Lauenburg, Klein Crien, Nossin sowie Vargow C und D, sämtlich im Kreis Stolp und Darsau bei Schlochau, weiterhin anteilig Groß Gustkow im Kreis Bütow

## Wappen

Wappen derer von Malschitkzky
Wappen der Leliwa-Wappengenossenschaft

Die Malschitzky gehörten der Wappengenossenschaft Leliwa an.
Das Stammwappen zeigt in Blau einen sechseckigen silbernen Stern über einem gebildeten, aufwärtsgekehrten silbernen Mond. Auf dem Helm mit blau-silbernen Decken der Stern zwischen zwei Hirschstangen.
Der Stern wird wie der Mond auch in Gold angegeben.

## Angehörige
- Peter Ewald von Malschitzky (1731–1800), preußischer Generalmajor und Chef eines Kürassierregiments, Ritter des Orden Pour le Mérite
- Johann Mathias von Malschitzky (1737–1814), preußischer Generalmajor und Chef eines Infanterieregiments
- Christian Ernst von Malschitzky (1759–1835), Leibpage Friedrichs des Großen, preußischer Oberst, Direktor der geheimen Kriegskanzlei
- Alexander von Malschitzki (1814–1876), deutscher Beamter, Richter und Politiker